# ショートトン
ショートトン（英語: short ton）は、米国慣用単位（ヤード・ポンド法）の質量の単位である。2000 ポンド(lb)と定義され、正確に907.18474 キログラム(kg)に等しい。

## 使用状況

### アメリカ合衆国
アメリカ合衆国では、ショートトンは単にトン(ton)と呼ばれることが多い 。これに対し、メートル法のトン（メトリックトン）はtonneと綴って明確に区別している。ただし、アメリカでも「トン」をメートルトン（世界の穀物生産量など）や帝国単位のロングトン（海軍の艦など）の意味で使用している例も見られる。
ロングトンもショートトンも20ハンドレッドウェイトと定義されているが、ハンドレッドウェイトが米国慣用単位では100ポンド、帝国単位では112ポンドとなっている。
重量ショートトン(short ton–force)は2,000重量ポンド (8,896.443230521 N)である。

### イギリスとイギリス連邦諸国
イギリスでは、ショートトンはあまり使われない。「トン」と言えば通常はロングトンのことを指す。カナダ以外のイギリス連邦諸国もイギリスに倣った。カナダでは隣国アメリカに合わせてショートトンを使用していたが、現在はメートルトンを主に使用しており、ヤード・ポンド法のトンではないことを明示するためにメガグラムとも呼んでいる。

### 世界的な使用法
混乱を避けるために、特に国際的な環境では、「ショートトン」「ロングトン」「メートルトン」のようにフルネームを使用することが推奨される。